# BMW R 1200 RS
Die BMW R 1200 RS ist ein halbverkleidetes Motorrad des deutschen Fahrzeugherstellers BMW. Der Sporttourer basiert maßgeblich auf dem flüssigkeitsgekühlten Roadster R 1200 R (Baureihe K53, FIN 0A04). Das Motorrad wurde im September 2014 auf der Fachmesse Intermot präsentiert. Der straßenorientierte „Allrounder“ wird wie alle Modelle der „R“-Reihe von einem Boxermotor angetrieben und im BMW-Werk Berlin in Spandau endmontiert, der Produktionsstart war am 9. Februar 2015. Verkaufsstart war am 12. Mai 2015 zu einem Basispreis von 13.500 EUR. Der interne Werkscode lautet K54, die VDS der Fahrzeug-Identifizierungsnummer 0A05.
Nach der R 100 RS (inkl. Classic), R 1100 RS, R 1150 RS und R 1200 ST ist die R 1200 RS nach achtjähriger Lücke die fünfte Generation der RS-Baureihe, deren Suffix RS Reise und Sport bedeutet.

## Geschichte
Die erste „RS“ erschien im Jahr 1976 mit einer im Windkanal optimierten, rahmenfesten Verkleidung. Damit war die R 100 RS das erste vollverkleidete Serienmotorrad der Welt. 2007 wurde die „zyklopische“ R 1200 ST bereits nach zwei Jahren aufgrund unzureichender Verkaufszahlen eingestellt. Erst acht Jahre später fertigt BMW wieder einen Sporttourer mit dem markentypischen Boxermotor.
Nach den Reiseenduros R 1200 GS und R 1200 GS Adventure, dem Reisetourer R 1200 RT und dem Roadster R 1200 R ist die „RS“ das fünfte Modell mit dem luft-/flüssigkeitsgekühlten Boxermotor, der 2013 debütierte. Gegenüber der Reiseenduro „GS“ und dem Tourer „RT“ hat der Boxermotor der „RS“ einen modifizierten Ansaugtrakt und neuen Endschalldämpfer, gegenüber dem Roadster „R“ einen um 15 mm längeren Radstand, um das Zusatzgewicht durch die rahmenfeste Halbschalenverkleidung und die vorderradorientiertere Sitzhaltung auszugleichen.

## Konstruktion
Der „Flat-Twin“ erzeugt aus 1170 cm³ Hubraum eine Nennleistung von 92 kW (125 PS) bei einer Drehzahl von 7750/min. Das maximale Drehmoment von 125 Newtonmeter wird bei einer Drehzahl von 6500/min erreicht. Gegenüber der unverkleideten R 1200 R wurde die Fahrzeug-Geometrie geringfügig verändert und der Nachlauf auf 114,8 mm verkürzt. Die Sitzbank ist um 30 mm höher, wodurch der Kniewinkel größer wird, und der Lenker etwas tiefer positioniert. Der Lenkkopf hat einen Winkel 62,3 Grad. Vollgetankt wiegt das Fahrzeug 236 kg, das zulässige Gesamtgewicht liegt bei 450 kg. Das Motorrad beschleunigt in 3,3 Sekunden von 0 auf 100 km/h und erreicht eine Höchstgeschwindigkeit von 228 km/h. Das Motorrad verzögert in unter 37 Metern von 100 km/h in den Stand.
Konkurrenzmodell mit vergleichbarer Spezifikation war zum Zeitpunkt der Markteinführung der Sporttourer Kawasaki Z 1000 SX.

## Rezension
“There are better town bikes, touring bikes and sports bikes, but you’d have to buy one of each to beat the RS.”

„Es gibt bessere Stadt-, Touring- und Sportmotorräder, doch man muss jeweils eins von jedem kaufen um die RS zu übertreffen.“

„Die Geometrie hat BMW im Vergleich zur unverkleideten R etwas verändert, der Nachlauf wurde kleiner. Dennoch merkt man dem Motorrad in schnellen Wechselkurven noch seine Kopflastigkeit an. So richtig viel Sport ist da nicht im Tourer. Auch die Fußrasten setzen für meinen Geschmack etwas früh auf. […] Wer einen Sporttourer wie die Kawasaki ZZR oder die Honda VFR erwartet, wird wahrscheinlich enttäuscht sein. Die BMW ist vielmehr ein Sporttourer, wie die Yamaha Fazer einer ist: ein Naked Bike mit Halbverkleidung.“

„[Die RS ist] ebenso sportiv wie komfortabel, vereint Agilität mit Hochgeschwindigkeits-Stabilität, ergänzt Dynamik durch famose Bremsleistungen, zählt zu den wenigen Maschinen, mit denen selbst lange Autobahn-Etappen ein Vergnügen sein können.“

„Reise und Sport, das vereint das neue Modell mit dem bulligeren Boxermotor. Sofern ‚Sport‘ sehr flott auf Landstraßen meint.“

„Die RS ist in der Praxis genauso leicht und präzise zu fahren wie die kompaktere R. Ihre Handlichkeit beeindruckt ebenso wie die ihr eigene Stabilität, sei es in Kurven oder bei hohem Tempo auf der Geraden. Sauber und präzise bewältigt sie Schräglagen, ohne irgendwie kippelig zu wirken. Und zwar sowohl solo als auch mit Gepäck; Gleiches gilt für das Fahren unter voller Beladung, also mit zwei Personen plus Gepäck.“

“The RS is not as quick to turn in as a supersport/superbike, but it's not ponderous either. And once it is tipped in, the bike feels planted and steady. My overriding sensation aboard the RS was predicable stability. At a fast or slow clip, the RS always felt sure-footed. […] On the sport-touring spectrum I'd rate the RT about 20 % sport and 80 % touring, whereas the RS inverts that formula.”

„Die RS ist nicht so schnell einzulenken wie ein Supersport/Superbike, doch behäbig ist sie auch nicht. Und sobald sie abgekippt ist, fühlt das Motorrad sich ordentlich an. Meine vorrangige Empfindung auf der RS war vorhersehbare Stabilität. Sowohl bei schneller und langsamer Geschwindigkeit fühlte sich die RS immer souverän an. […] Auf einer Sporttouring-Skala würde ich die RT mit etwa 20 % Sport und 80 % Touring bewerten, wohingegen die RS die Formel umkehrt.“